# Scutigera aethiopica
Scutigera aethiopica är en mångfotingart som beskrevs av Filippo Silvestri 1895. Scutigera aethiopica ingår i släktet Scutigera och familjen spindelfotingar.
Artens utbredningsområde är:
- Etiopien.
- Uganda.

Inga underarter finns listade i Catalogue of Life.